# Bicromato di potassio
Il bicromato di potassio (o dicromato di potassio) è il sale di potassio dell'acido dicromico, di formula K2Cr2O7.
A temperatura ambiente si presenta come un solido arancio-rossastro ed inodore; si tratta di un composto dalle spiccate proprietà ossidanti, ma è anche estremamente tossico e cancerogeno per il suo contenuto di cromo esavalente.
Viene aggiunto negli acciai per scorrimento a caldo ed ha la funzione di diminuire la sensibilità all'infragilimento da idrogeno.
In acqua si dissocia in ioni dicromato e in ioni potassio.
In soluzione si instaura inoltre un equilibrio tra anione dicromato e anione cromato, fortemente dipendente dal pH. Se la soluzione è basica prevarrà l'anione cromato, giallino, mentre in soluzione acida il dicromato, arancio.
{\displaystyle {\ce {2CrO4^2- + 2H+ -> Cr2O7^2- + H2O}}}
{\displaystyle {\ce {Cr2O7^2- + 2OH- -> 2CrO^2- + H2O}}}
Lo ione dicromato (Cr2O72-), essendo un forte agente ossidante (meno forte comunque del permanganato), è comunemente usato in laboratorio nelle reazioni di ossido-riduzione, avendo inoltre il vantaggio di essere uno standard primario.
In particolare, si usa il dicromato di potassio nei test di alcoli primari e secondari. L'etanolo è  un alcol primario che, in presenza di un eccesso di ossidante, si ossida in acido acetico secondo la seguente reazione:
{\displaystyle {\ce {3CH3CH2OH + 2K2Cr2O7 + 8H2SO4 -> 3CH3COOH + 2Cr2(SO4)3 + 2K2SO4 + 11H2O}}}
La reazione è  catalizzata con nitrato d'argento.
Lo ione dicromato è arancione e il colore, a riduzione completata, passa al verde (colore dello ione cromo trivalente), indicando o meno la presenza di alcol.
In passato tale reazione era sfruttata dagli alcool-test portatili per rilevare l'avvenuta assunzione di etanolo.